# Youssef Abbas
Pour les articles homonymes, voir Abbas.
Youssef Abbas, né le 2 décembre 1920 et mort le 28 octobre 1956, est un ancien joueur égyptien de basket-ball.

## Palmarès
- Champion d'Europe 1949
- 3e du championnat d'Europe 1947